# 2019年环广西自行车赛
2019年格力-环广西公路自行车世界巡回赛（Gree-Tour of Guangxi 2019）是第3届环广西自行车赛，属于国际自行车联盟最高级别的世界巡迴賽系列。男子赛事共6个赛段，于2019年10月17日-22日举行。与2018年相比，北海赛段的起点从北海海滩公园改至北海园博园，南宁城市赛段路线改围绕青秀山、五象新区布设，南宁—弄拉景区赛段终点向景区延伸约1.4公里，以增加赛事爬坡难度。女子赛事则10月22日在桂林举行单日赛。
最终德科尼克-快步车队的西班牙车手恩内克·马斯获得男子赛事总冠军。埃尔-西波里尼车队的克劳伊·豪斯金获得女子赛事总冠军。

## 赛段一览
| 赛段 | 日期 | 路线（起—终）     | 距离     | 类型 | 类型     | 赛段冠军                      | 总成绩第一                    |
| ---- | ---- | ----------------- | -------- | ---- | -------- | ----------------------------- | ----------------------------- |
| 1    | 17日 | 北海城市赛段      | 135.6 km |      | 平地     | 费尔南多·加维里亚（哥伦比亚） | 费尔南多·加维里亚（哥伦比亚） |
| 2    | 18日 | 北海—钦州赛段     | 152.3 km |      | 平地     | 丹尼尔·麦克雷（英国）         | 帕斯卡·阿克曼（德国）         |
| 3    | 19日 | 南宁城市赛段      | 143 km   |      | 平地     | 帕斯卡·阿克曼（德国）         | 帕斯卡·阿克曼（德国）         |
| 4    | 20日 | 南宁—弄拉景区赛段 | 161.4 km |      | 中等山地 | 恩内克·马斯（西班牙）         | 恩内克·马斯（西班牙）         |
| 5    | 21日 | 柳州—桂林赛段     | 212.2 km |      | 中等山地 | 费尔南多·加维里亚（哥伦比亚） | 恩内克·马斯（西班牙）         |
| 6    | 22日 | 桂林城市赛段      | 168.3 km |      | 中等山地 | 帕斯卡·阿克曼（德国）         | 恩内克·马斯（西班牙）         |